# Ojital la Guadalupe
Ojital la Guadalupe är en ort i Mexiko.   Den ligger i kommunen Álamo Temapache och delstaten Veracruz, i den sydöstra delen av landet, 210 km nordost om huvudstaden Mexico City. Ojital la Guadalupe ligger 69 meter över havet och antalet invånare är 259.
Terrängen runt Ojital la Guadalupe är platt åt nordväst, men åt sydost är den kuperad. Runt Ojital la Guadalupe är det ganska tätbefolkat, med 65 invånare per kvadratkilometer. Närmaste större samhälle är Álamo, 19,4 km öster om Ojital la Guadalupe. Trakten runt Ojital la Guadalupe består till största delen av jordbruksmark.